# Plaza Ugo de Censi
La plaza Ugo de Censi o plaza de Armas de Chacas, trazada en 1572, es el espacio público principal y sitio fundacional del pueblo de Chacas, capital de la Provincia de Asunción en el departamento de Áncash. Lleva el nombre del misionero italo-peruano Ugo de Censi, quien fue párroco de Chacas entre 1976 y 2018, artífice del resurgimiento económico del pueblo y de la provincia.
Resaltan los balcones de estilo barroco y republicano de las viviendas ubicadas en el perímetro, las fachadas blancas y las calles principales empedradas. En cada una de sus esquinas se encuentran esculturas pétreas de escenas costumbristas que representan a personajes típicos de la realidad chacasina.
La atraviesan los jirones Lima, Áncash, Raymondi, Bolognesi y el pasaje José Olaya, y en el perímetro se ubican los edificios del Palacio Municipal de Asunción, el Santuario de Mama Ashu, el Taller Don Bosco y el museo de arqueología, mientras que el resto de los edificios son viviendas o negocios de familias locales, de las que destacan casonas del período colonial y republicano.

## Historia

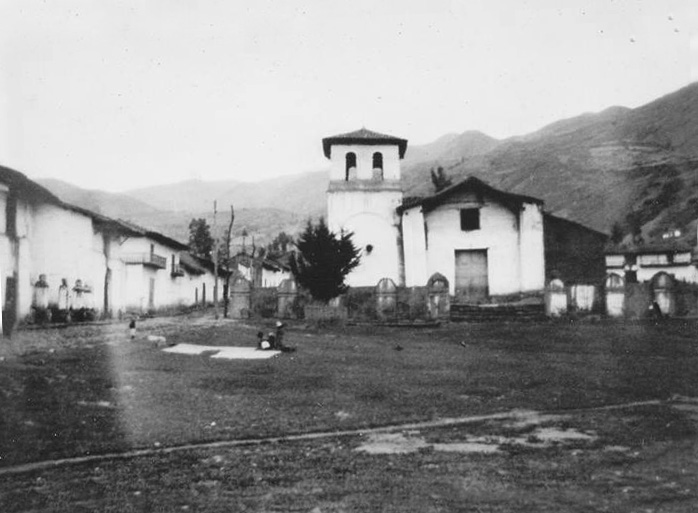
Plaza de Chacas a inicios del. Foto: Hans Kinzl

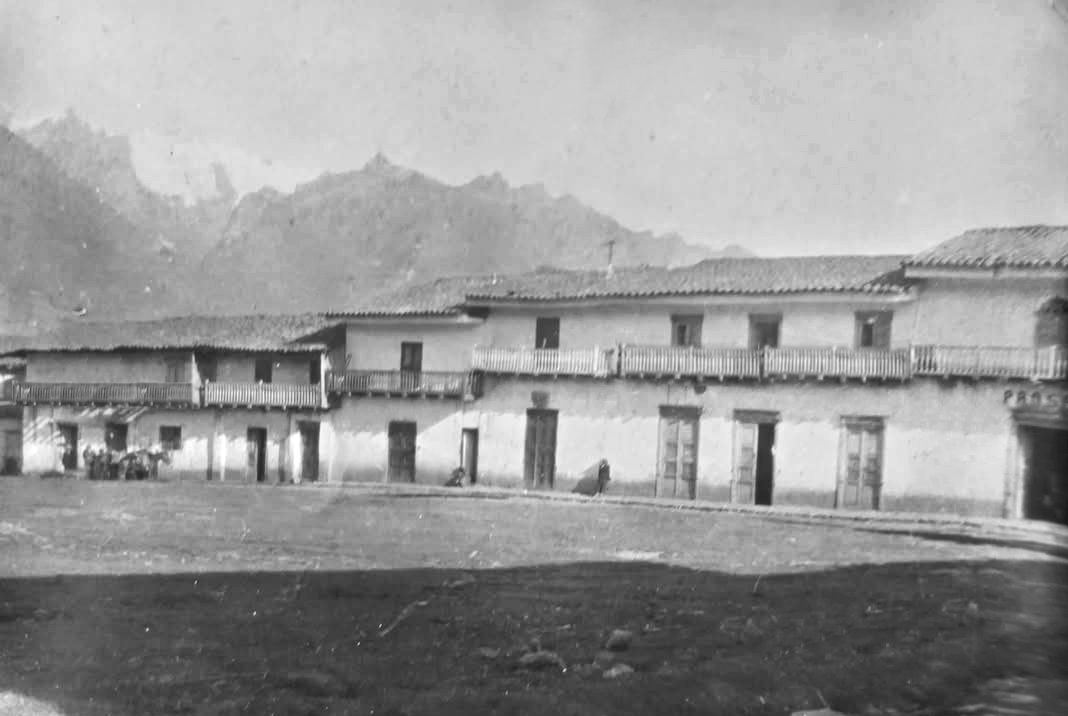
Casonas coloniales y el nevado Camchas en 1950.

En 1572, al ser fundada la reducción de San Martín de Chacas, se inició la construcción del templo sobre un adoratorio indígena o pirushtu, adecuando una plataforma para la iglesia y para el cementerio, a unos tres metros bajo el nivel de este se encontraba una pampa inclinada, por el que discurría un canal desde un manantial cercano al pirushtu. Este fue el punto que se eligió para trazar la plaza mayor con 100 varas de largo por cada lado (83.5 metros), las cuatro calles principales y las cuadras, formando así una urbanización en damero. 
Las viviendas de los primeros chacasinos se construyeron a base de piedras y adobes con el techo de paja. Más tarde, mientras las familias españolas, criollas y mestizas aumentaban y cogían protagonismo gracias a la actividad minera, debido al origen mayormente andaluz de los colonos españoles, se edificaron estructuras al estilo arquitectónico de esa región española. La influencia arquitectónica andaluza se expresó en edificios con muros de adobe o tapial de dos pisos —el primero con una altura y media—, con tejados distribuidos a doble agua y las paredes estucadas.
Chacas se fundó con dos barrios denominados Chacas y Macuash para lo cual se dividió la plaza de armas en dos mitades, el primer barrio se localizó al este mientras que el segundo en el lado oeste. Las calles principales durante aquella época fueron: Ranra Calle, Pukio Calle, Pachan Punku, Paqtza Kucho y San Juan Cruz. En la década de 1960, se conformaron los barrios tradicionales de Atusparia, Alameda, Camchas y San Martin tomando como referencia los 4 vértices de la plaza de armas y los nombres de las calles principales fueron cambiados a los jirones Lima, Bolognesi, Raymondi y Buenos Aires.

## Complejo arquitectónico

### Edificios públicos

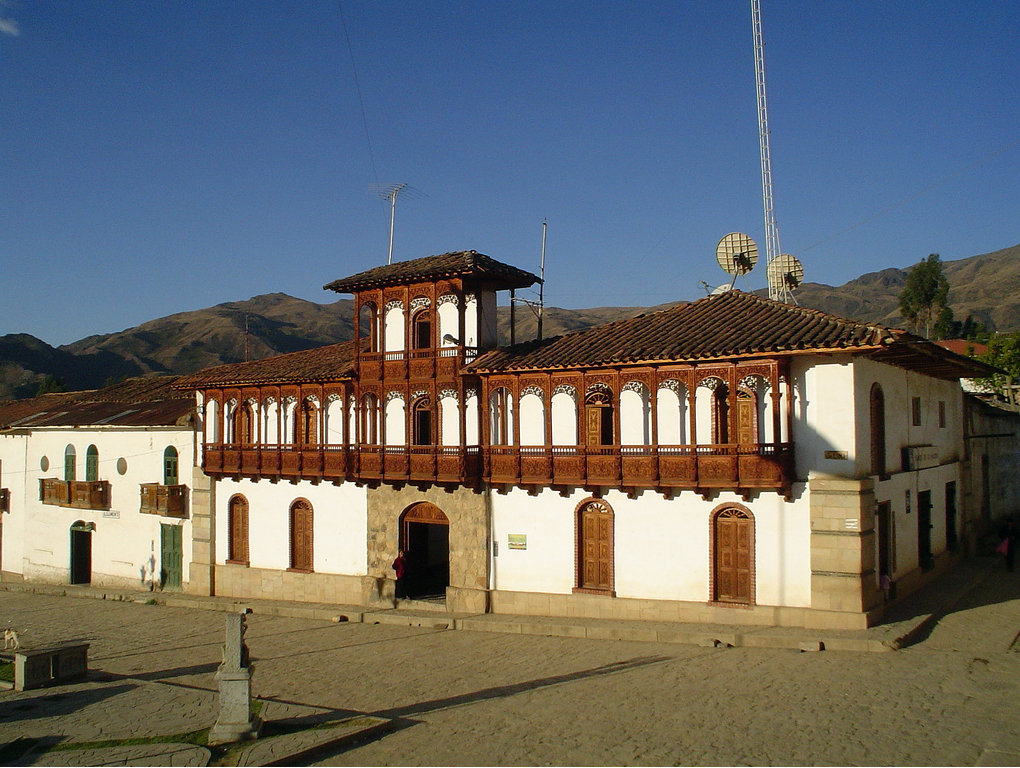
Edificio de la Municipalidad Provincial de Asunción.

- Palacio Municipal de Asunción. Fue diseñado y construido en 1931 por el ingeniero Severo Castillo, quien también diseñó la escuela primaria de varones 346, perteneciente actualmente a la parroquia de Chacas.
- Santuario de Mama Ashu. Construido entre 1572 y 1580, se amplió entre 1750 y 1755, con una importante refacción entre 1958 y 1968. La estructura actual se construyó entre 1990 y 1995. De estilo neorománico. Tiene en su interior butacas talladas, adornadas por ángeles de madera, un fino rosetón y vitrales laterales. Se aprecia el retablo mayor elaborado con cedro y quenual, de estilo barroco, bañado en pan de oro, construido entre los años 1740 y 1755. En el ala izquierda otro retablo en pan de oro, que alberga al Señor de la Pasión; en el de la derecha el que alberga al Cristo Crucificado, a la Virgen de los Dolores y a San Juan el Apóstol.
- Museo de Arqueología. Inaugurado en 2003, muestra una colección de 100 piezas cerámicas que datan de entre los años 900 y 1500 d. C. Muestras halladas en los más de 30 sitios arqueológicos de la provincia.
- Escuela Taller Don Bosco. Edificado en el claustro del Santuario Mama Ashu en la década de 1930 con el fin de que sirviera como escuela de menores, posteriormente, tras la llegada del sacerdote Ugo de Censi, el edificio fue ampliado y refaccionado para albergar a los talleres de los Artesanos Don Bosco.
- Sala de exposición Don Bosco. Administrado por la parroquia de Chacas. Se encuentran las obras de los Artesanos Don Bosco.

### Esculturas líticas
- Manca Carga: Ubicado en la esquina del barrio Atusparia, frente a la municipalidad. Es el símbolo del chacasino alfarero antiguo que llevaba sus mercancías para realizar el trueque con cereales a diferentes provincias cercanas. Esta es la razón por la que al chacasino se le llama Manca Carga.
- Macuash Cajero: Localizado en la esquina del barrio La Alameda se ve a un Macuash Cajero (músico), que porta una «roncadora» y una flauta, evocando faenas comunales, festividades y danzas folclóricas. La escultura y la obra del perímetro fue donada por el Sr. Julio Noriega Barrón.
- Barretero minero: En la esquina del barrio de Camchas. En honor a la riqueza mineral de la provincia. Esta escultura y todo el flanco norte del perímetro fueron donados por los Sres. Cornelio Aguirre Arteaga y Cornelio Aguirre Briceño.
- Escultor: Ubicado en la esquina del barrio de San Martín, en honor a los artesanos de la Cooperativa Don Bosco, quienes también donaron la escultura y la obra circundante.
- Molino de Mushojmarca: Piedra de molino mineral perteneciente a la antigua hacienda minera San José de Mushojmarca. Simboliza a la minería como actividad principal del pueblo desde la época colonial.

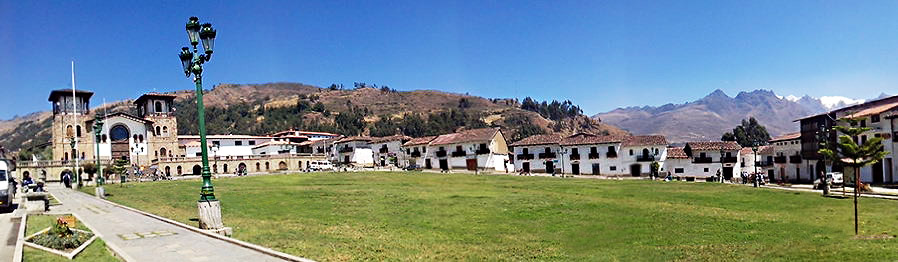
Panorámica de la plaza mayor de Chacas, destaca el amplio espacio central de césped.

### Viviendas

Solares de la plaza con sus respectivas familias propietarias y el año aproximado de adquisición. Se resaltan las viviendas que siguen en pie desde la época colonial y republicana.

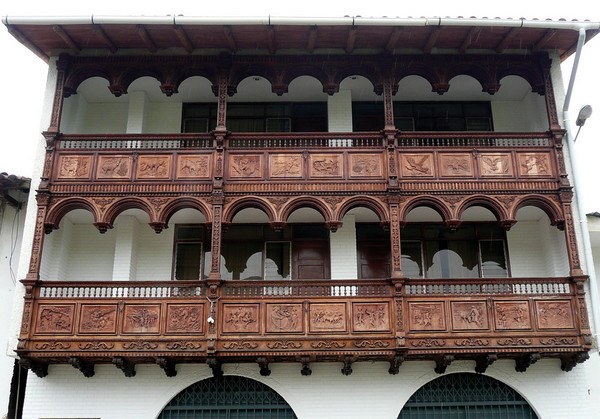
Casa Aguirre con balcones neobarrocos.

Son 27 edificios que rodean la plaza, veintiún son viviendas o negocios de distintas familias, de las cuales, doce son de arquitectura colonial y republicana. 
- Casona Roca: De época colonial. Fue adquirida por el empresario Próspero Roca Vidal en los años 1930. Sirve como vivienda y está dedicada a locales comerciales. Es la vivienda más antigua y de mayor envergadura de la plaza.

- - Familias propietarias: Roca Vidal (1930-1960), Roca Saavedra (1960-act.)

- Casona Del Castillo: De época colonial, vivienda localizada en el flanco oeste. Está dedicada a locales comerciales
  - Familias propietarias: Del Castillo Saavedra (1900-1980), Del Castillo Vidal (1980-act.)

- Casona Flores: Vivienda y comercio ubicada en el flanco este, de arquitectura republicana. Sirve como vivienda y comercio.
  - Familias propietarias: Flores Farfán (1910-1980), Flores Zaragoza (1980-act)

- Casona Conroy: De época colonial, sirve como vivienda y está dedicada a locales comerciales.
  - Familias propietarias: Conroy Amez (1840-1885), Conroy Ochoa (1885-1909), Conroy Chenda (1910-1980), Conroy Melgarejo (1980-act), Conroy

- Casona Falcón: Está dedicada a locales comerciales
  - Familias propietarias: Falcón (1990-2005), Bazán Falcón (2005-act).

- Casona Egusquiza: Sirve como vivienda.
  - Familias propietarias: Egúzquiza Roca (1930-1990), Egúsquiza del Río (1990-1999), Egúsquiza Egúsquiza (2000-act)

- Casona Mazzini:  De época colonial, fue adquirida por el empresario minero austríaco Vicente Handabaka Franova en la década de 1890. Está dedicada a locales comerciales.
  - Familias propietarias: Handabaka Oliveros (1895-1960), Mazzini Handabaka (1960-2010), Castillejo Mazzini (2010-act)

- Casona Amez: De época colonial. Está dedicada a locales comerciales
  - Roca Saavedra (1960-1995), Vidal (1995-2010), Amez Roca (2015-act)

- Casona Vidal: De época colonial. Está dedicada a locales comerciales.
  - Familias propietarias: Peñaranda Mazzini (1940-1960), Otárola Peñaranda (1960-1980), Vidal Roca (1980-act)

### Instituciones y hoteles
- Defensoría del Pueblo..
- Hotel Plaza
- Hotel Asunción:
- Hotel Corpa Wahi:
- Hotel Chacas

## Balcones
En 1995, luego de la visita a Chacas que hizo el entonces presidente Alberto Fujimori, para apreciar el trabajo del padre Ugo de Censi con los jóvenes del taller Don Bosco, ofreció un lote de madera cedro de la selva peruana que se utilizó en la elaboración de los actuales balcones del perímetro de la plaza. El convenio se realizó entre la municipalidad y los artesanos del taller Don Bosco quienes tomaron como referencia los balcones coloniales de Lima y del Cusco.